# Clonorquiosi
La clonorquiosi és una helmintosi causada pel Clonorchis sinensis, un trematode del fetge que pertany al fílum dels platihelmints.
Se sap que la clonorquiosi és un factor de risc per al desenvolupament del colangiocarcinoma, un càncer del sistema biliar.

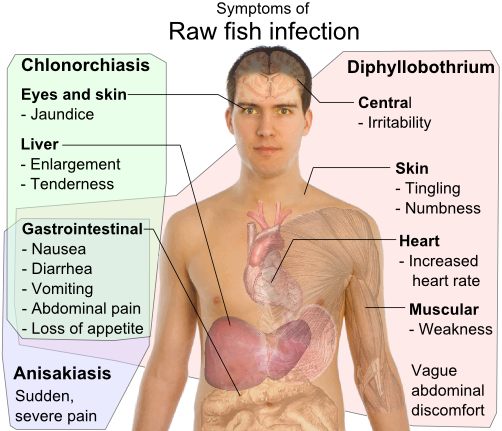
Les infeccions per Clonorchis sinensis (un cuc trematode), Anisakis (un cuc nematode) i Diphyllobothrium (un cuc cestode), provoquen alteracions predominantment gastrointestinals, però els símptomes de cadascuna d'elles són diferents.

La infecció per Opisthorchis viverrini i per Opisthorchis felineus (opistorquiosi) ocasiona una simptomatologia molt similar a la de la clonorquiosi i els ous de les tres espècies són indistingibles quan s'observen al microscopi mostres de femta. Només els seus exemplars adults mostren diferències morfològiques. La tècnica parasitològica de Kato-Katz perfeccionada té una bona fiabilitat, però requereix processar múltiples mostres i és lenta i bastant treballosa. Per això, s'utilitzen mètodes analítics especials quan es necessita detectar i identificar ràpidament l'agent causal d'aquestes malalties parasitàries.
La clonorquiosi pertany al grup de les trematodosis transmeses per l'alimentació i es considera una de les malalties tropicals desateses. És una zoonosi endèmica a àmplies zones de Corea, Xina, Taiwan, Vietnam i de l'extrem oriental de la Federació Russa, si bé ha estat detectada a països no endèmics en immigrants o viatgers provinents d'aquestes regions. Per regla general, la infecció s'adquireix al consumir ciprínids fumats, salats, en escabetx o sense cuinar de forma adequada portadors d'esporocists viables de C. sinensis.

## Sintomatologia
La simptomatologia de la infecció per C. sinensis es variable i depèn de la gravetat i durada en el temps de la càrrega parasitària individual (nombre de paràsits de la mateixa espècie en un hoste determinat). Els casos lleus poden ser asimptomàtics o cursar només amb algunes molèsties poc definides. Els malalts que tenen una càrrega parasitària alta presenten abdominàlgia (especialment intensa a la zona superior dreta de l'abdomen) i altres símptomes somàtics diversos, com ara cefalea, fatiga, mareig o nàusees. Radiològicament, la troballa més comuna és la dilatació dels conductes biliars intrahepàtics. En infeccions cròniques les manifestacions clíniques són més importants (hepatomegàlia, icterícia, malnutrició) i poden aparèixer complicacions biliars serioses (colangitis, colelitiasi, colecistitis, colangiocarcinoma), pancreatitis o abscessos hepàtics.

## Oncogenesi
La patogènesi de la carcinogènesi associada a la clonorquiosi crònica no es coneix completament a hores d'ara. Es creu que els canvis ocasionats per C. sinensis en el tracte biliar (hiperplàsia/metaplàsia en un principi i després l'alteració genòmica, proteòmica i transcriptòmica de les cèl·lules epitelials com a conseqüència de substàncies excretades i/o secretades pel paràsit, fibrosi periductal progressiva i inflamació crònica) indueixen el procés de malignització. Tot i així, la baixa incidència de colangiocarcinomes en àrees amb una alta prevalença de C. sinensis indica que altres factors poden estar implicats de forma crucial en la colangiocarcinogènesi.

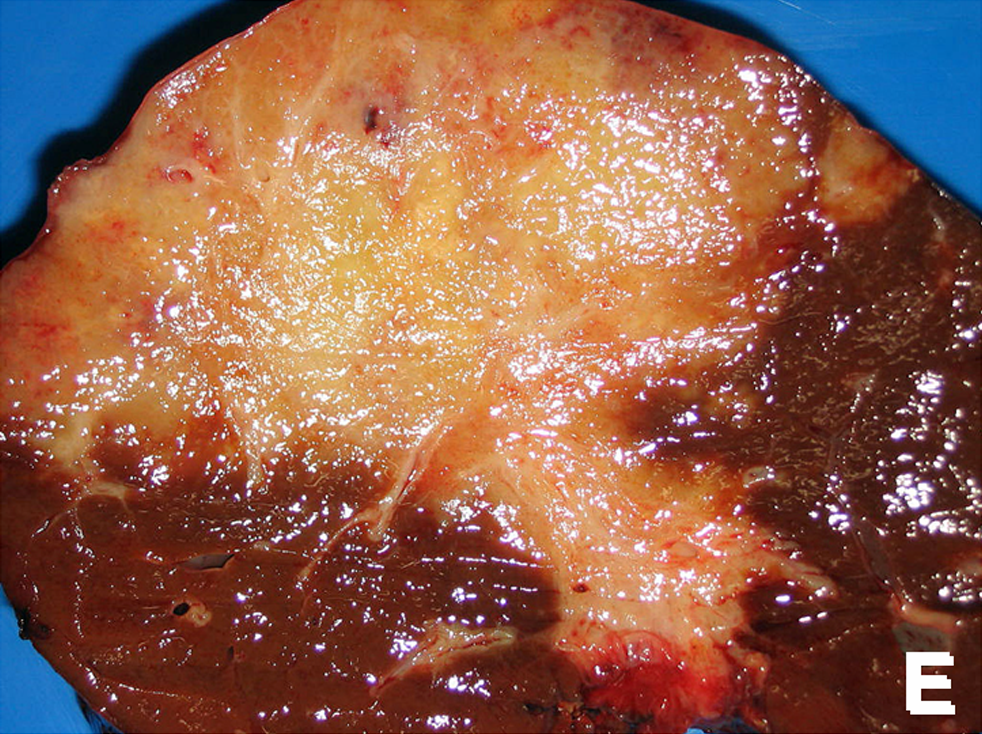
Figura 5. Colangiocarcinoma infiltrant el fetge

La infecció per Clonorchis sinensis constitueix un factor de risc per al desenvolupament de càncer associat al fetge o als conductes biliars, com podria ser el colangiocarcinoma, constituint un 15% dels càncers associats al fetge, de manera que és poc usual. No obstant això, a les regions on la clonorquiasi és endèmica, la prevalença d'aquest tipus de càncer es veu augmentada considerablement, mostrant una relació directa a les infeccions helmintiques tractades. En un estudi realitzat a 8 hamsters es va veure que, dels 8 hamsters infectats, el 75% van desenvolupar un colangiocarcinoma, causant a les vies biliars una hiperplàsia adenomatosa, és a dir, un engrandiment anormal i d'aspecte granular, i ocasionalment acompanyat de formacions quistiques.

## Tractament
A finals dels anys 70 es van començar a aplicar diversos medicaments per combatre a clonorquiosi com cloroquina, furapromida, bitionol, hexaclorofè, niclofolà, hexacloroparaxilè (hexacloroparaxilol) i metronidazole entre d'altres. No obstant això, la seva eficàcia era escassa i alguns presentaven toxicitat. Per aquesta raó, van ser substituïts pel praziquantel, actualment en ús per la seva elevada eficàcia. El tractament convencional indicat per eliminar la infecció consisteix en dosis de 25 mg/kg, oralment, cada 8 hores i durant dos dies. Tot i això, s'ha comprovat que la reducció de Clonorchis és més gran si s'administra una única dosi de 30mg/kg. A més, no s'han demostrat resistències davant aquest tractament. Tot i això, a les infeccions greus, el percentatge de recuperació es redueix a un 29%, segons estudis realitzats al Vietnam.
Com a alternativa també es pot receptar l'albendazole o mebendazole, amb tres dosis de 10 mg/kg cada 8 hores, de manera oral durant una setmana. També s'ha demostrat l'eficàcia del difosfat d'cloroquina a través de l'administració de 250 mg cada 8 hores al llarg de 6 setmanes. Per contra, atesa la durada del tractament, és preferible optar per altres medicaments.
Un altre medicament que en els darrers anys s'ha començat a administrar seria la tribendimina demostrada la seva eficàcia i el seu ampli espectre